# Chapelle-ossuaire Saint-Michel de Wihr-au-Val

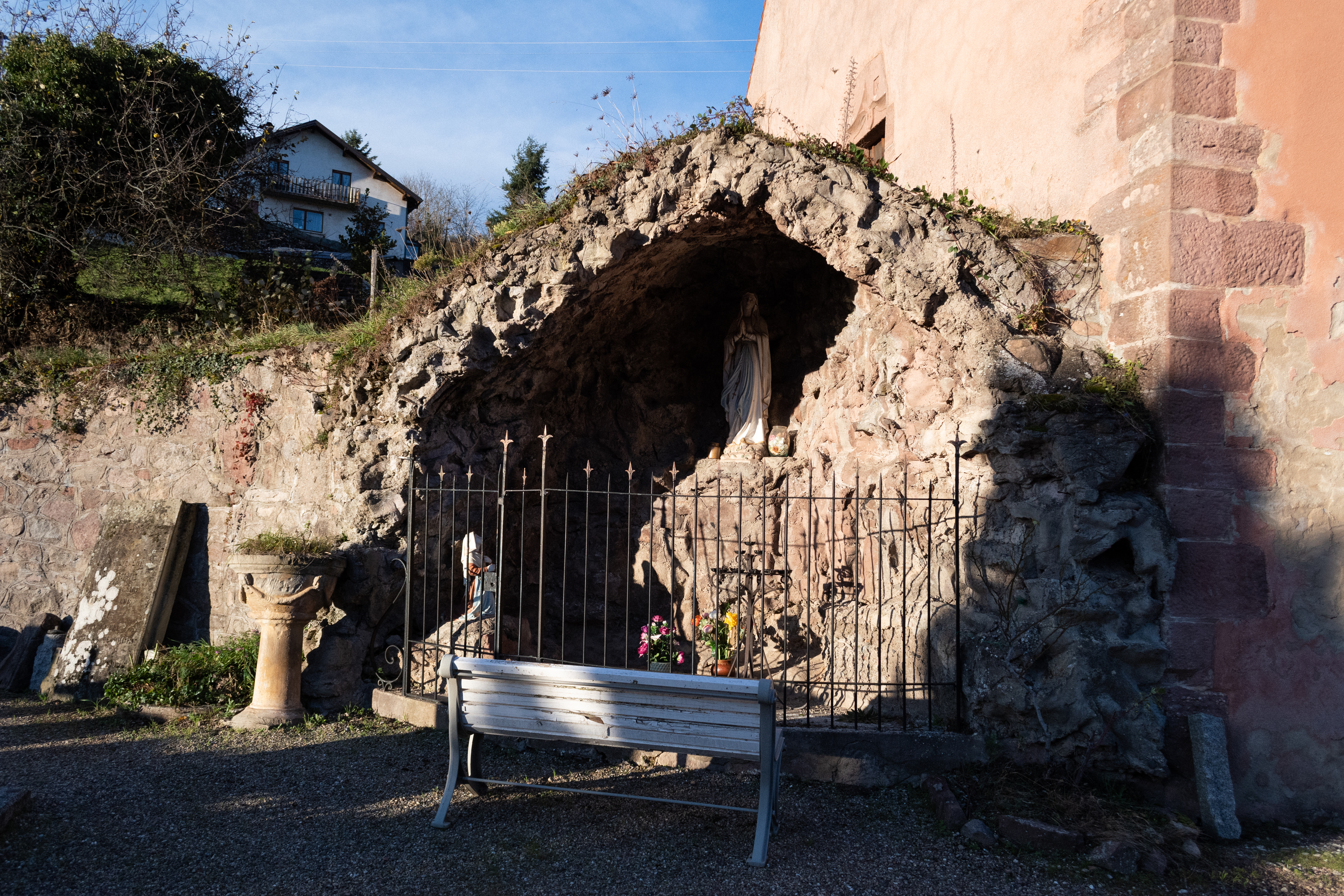
Réplique de la grotte de Lourdes (1931)

Le chapelle-ossuaire Saint-Michel est un monument historique situé dans le cimetière de Wihr-au-Val, dans le département français du Haut-Rhin.

## Localisation
La chapelle se trouve au nord de l’église Saint-Martin, une construction de 1873 ayant remplacée l’ancienne église paroissiale. Celle-ci ne se trouvait plus au nord, approximativement à l’emplacement du cimetière actuel, et donc plus proche de la chapelle. Avant le XIXe siècle, le cimetière entourait l’église et la chapelle et avait probablement une superficie plus importante : le terrain situé en amont au nord porte en effet le nom de « Gräber » et des tombes y ont déjà été découvertes, ainsi que d’autres dans le prolongement du chœur de l’église. Aucune de ces sépulture n’a toutefois été datée, laissant planer le doute sur l’ancienneté de l’emplacement du cimetière à cet endroit.

## Historique
L’édifice est construit à la fin du XVe siècle. Il sert alors non seulement de chapelle, mais également d’ossuaire du cimetière de Wihr-au-Val, qui dessert également le village de Walbach jusqu’en 1696. En 1870, la chapelle est décrite comme étant en mauvais état, le toit menaçant de s’effondrer. Des réparations sommaires de la toiture sont entreprises en 1871, mais ce n’est qu’en 1889 que l’édifice est remis en état de manière plus complète. Au cours de ces travaux, la charpente, le sol de l’étage et les vitrages sont remplacés,.
L'édifice fait l'objet d'une inscription au titre des monuments historiques depuis le 9 juillet 1986,.

## Architecture
L’édifice se présente en  plan sous la forme d’un rectangle orienté de 11 m de long et 8,70 m de large. Il est partiellement encastré dans la pente du côté nord, de sorte que l’étage est de plain-pied de ce côté. L’ensemble de la construction se déploie sur trois niveaux, divisés par des planchers, pour une hauteur totale de 12 m. Le sommet du pignon occidental est surmonté d’un clocheton ouvert coiffé d’une croix,. La majeure partie de l’ouvrage est en moellon enduits, à l’exception des chaînages d’angle ainsi que des encadrements de portes et de fenêtres, réalisés en blocs de grès taillés.
Le rez-de-chaussée sert d’ossuaire et donne sur le cimetière au sud par une porte et deux baies en accolade. Le volume intérieur consiste en une seule pièce pavée de galets provenant de la Fecht. Elle est divisée par une balustrade de style baroque en deux espaces : celui au sud comprend un autel et est dédié à la prière, tandis que la partie nord contient les ossements prélevés dans le cimetière,.
L’étage est occupé par la chapelle, autrefois dédiée à Saint-Michel du fait de son rôle de protecteur des morts. La seule entrée est une porte percée dans le mur occidental à laquelle on accédait anciennement par un escalier montant depuis le cimetière, remplacé ultérieurement par une rampe en terre. La porte est surmontée d’un arc en accolade, autour duquel se trouvent les armoiries de Wihr-au-Val, de la branche à l’étoile des Hattstatt et un troisième blason non identifié. L’espace intérieur est, là-aussi, une simple pièce quadrangulaire. Le sol est couvert par un plancher reposant sur des solives. Le mur oriental est ouvert dans l’axe par une baie gothique à deux lancettes et réseau flamboyant. Un complément d’éclairage est assuré par deux fenêtres simples à arc en accolade percées en vis-à-vis dans les murs nord et sud. Une petite fenêtre à arc en plein_cintre se trouve en outre dans l’angle sud-ouest ; son style différent de celui des autres ouvertures laisse à penser qu’il s’agit d’un réemploi d’une construction antérieure.

## Mobilier

### Rez-de-chaussée
Le rez-de-chaussée est orné de plusieurs memento mori datant du XVIIIe siècle : une fresque carrée de 1,20 m de côté portant une citation en allemand extraite du deuxième Livre des Maccabées, chapitre 12, verset 46 ; à chaque extrémité de la barrière est peinte une tête de mort avec l’inscription « Den Frommen gut / Den Bösen bös  » à l’ouest et « Heut an mir / Morgen an dir » à l’est,. Il s’y trouve par ailleurs une toile représentant la résurrection des morts, provenant peut-être de l’ancienne église paroissiale détruite au XIXe siècle. Les vestiges d’un portail gothique du XVe siècle ainsi qu’un bénitier de style gothique du XIVe siècle stockés à cet endroit pourraient avoir la même origine.

### Étage
L’étage de la chapelle ne comporte plus de mobilier, qui semble avoir été en grande partie transféré dans la chapelle de la Sainte-Croix. Dans la première moitié du XIXe siècle, la chapelle aurait ainsi comporté un autel et un retable baroque, un autre retable avec une représentation de Saint-Michel et un groupe sculpté avec la Vierge de Pitié. L’autel a été détruit en 1889, mais il avait déjà été dépouillé de ses décors à cette époque.

### Images en vélin
Cet ensemble de vingt-trois images pieuses imprimées sur vélin a été découvert dans l’ossuaire en 1997. Elles se trouvaient, roulées en boules, au milieu d’une couronne végétale posée sur les ossements. Il s’agit de feuillets rectangulaires, dont le grand côté mesure environ entre six et dix centimètres selon les exemplaires, portant des représentations de la Vierge, des saints ou des emblèmes religieux comme le Sacré Cœur. Certaines conservent des traces de couleurs et une grande partie porte également des traces de perforations ou de colle montrant qu’elles étaient fixées à quelque chose.
La raison de la présence de ces images dans l’ossuaire n’est pas connues avec certitude, mais il est probable qu’elles étaient à l’origine placées sur la croix ou dans le cercueil du défunt, puis déplacées dans l’ossuaire avec les ossements lorsque les tombes étaient relevées. Elles sont datées pour la plupart du XVIIIe siècle, avec quelques exemplaires plus ancien remontant au XVIIe siècle. Elles n’ont pas été produites localement, ni même régionalement, mais semblent plutôt provenir des régions d’Augsbourg et d’Anvers. Cela s’explique du fait que ces images sont portées par la Contre-Réforme, alors que l’Alsace, notamment les villes où se trouvent illustrateurs et imprimeurs, est majoritairement de confession protestante, hostile aux images.

#### Anciennes stèles du cimetière

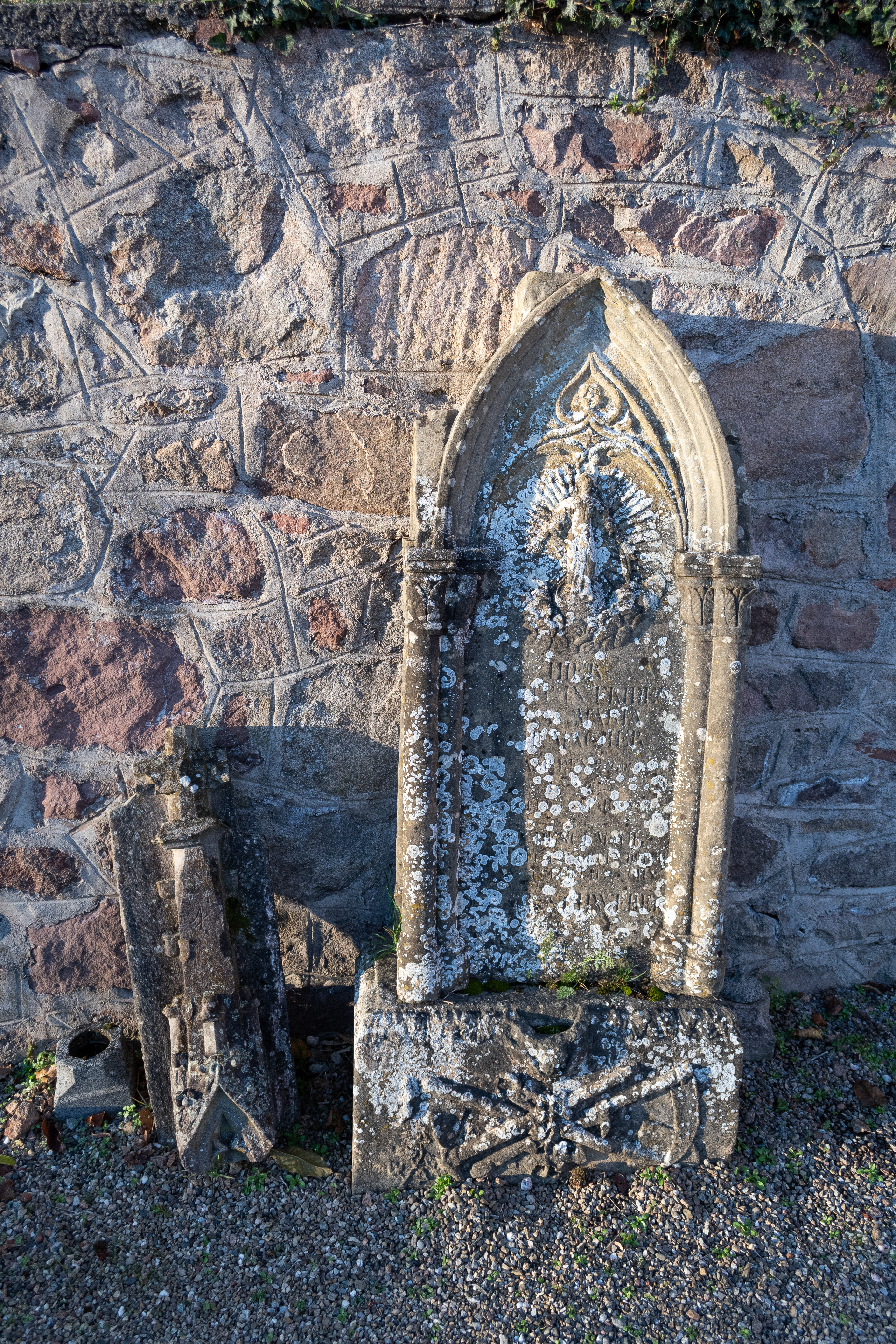
Pinacle du XVe siècle, provenant du portail de l'ancienne église construite au centre du cimetière et détruite vers 1873[13]. et le monument funéraire de Anna Maria Schumacher (1842)
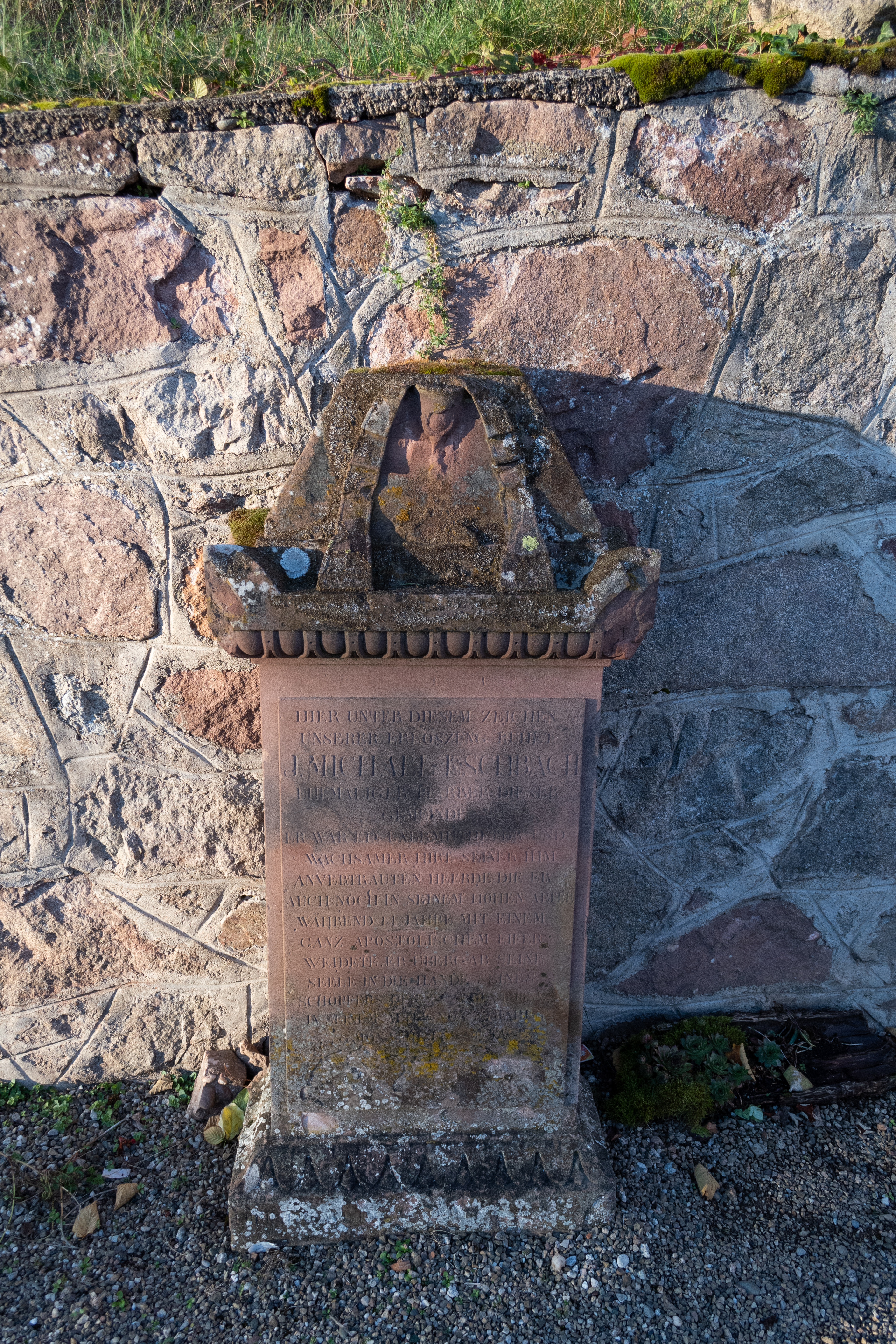
Monument funéraire de François Antoine Biellmann, curé de Wihr-au-Val de 1838 jusqu'à son décès le 15 octobre 1845 à l'âge de 38 ans[15].
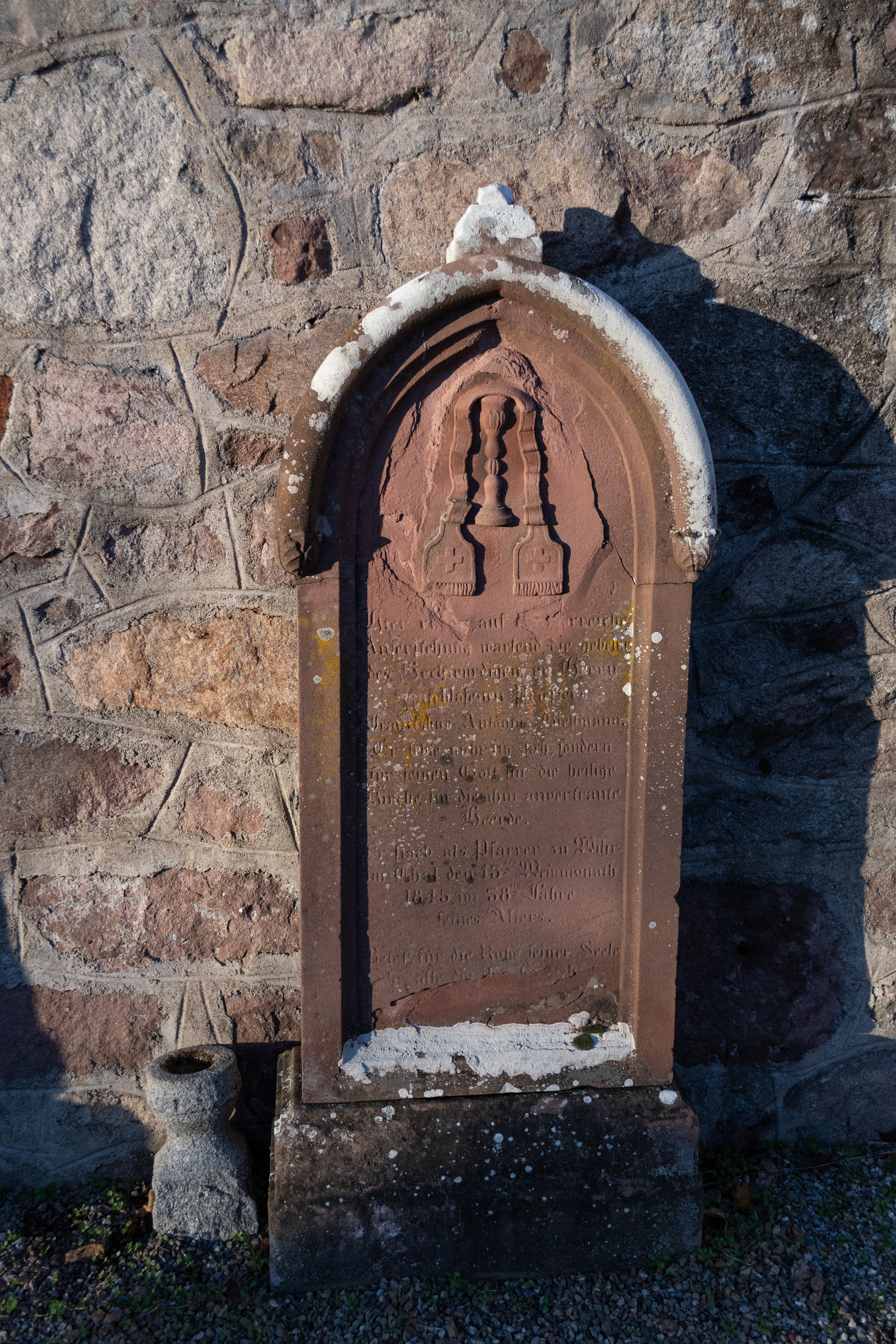
Monument funéraire de J.Michel Eschbach, curé de Wihr-au-Val de 1818 jusqu'à son décès en août 1832 à l'âge de 73 ans[16].
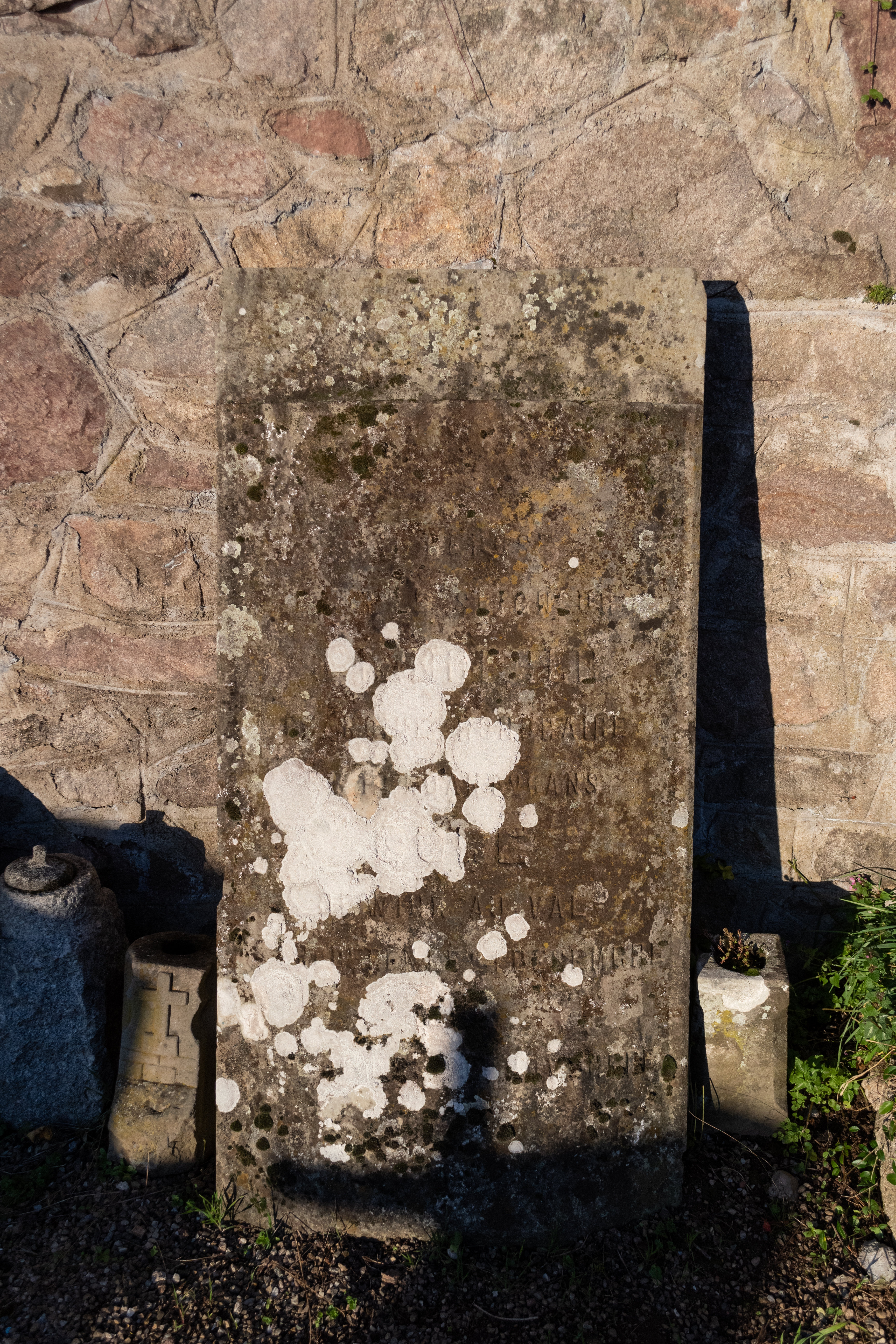
Dalle funéraire d'un défunt de 1732 à l'âge de 35 ans, le nom n'est plus lisible[17].